# Étrépilly, Seine-et-Marne
Étrépilly är en kommun i departementet Seine-et-Marne i regionen Île-de-France i norra Frankrike. Kommunen ligger i kantonen Lizy-sur-Ourcq som tillhör arrondissementet Meaux. År 2022 hade Étrépilly 813 invånare.

## Befolkningsutveckling
Antalet invånare i kommunen Étrépilly
| Referens: INSEE |